# Анђелије
Анђелије су насељено мјесто у општини Фоча, Република Српска, БиХ. Према попису становништва из 1991. у насељу је живјело 106 становника.

## Становништво
|             | 2013.       | 1991.         | 1981.         | 1971.         |
| Укупно      | 20 (100,0%) | 106 (100,0%)  | 137 (100,0%)  | 138 (100,0%)  |
| Бошњаци     | 20 (100,0%) | 105 (99,06%)1 | 134 (97,81%)1 | 138 (100,0%)1 |
| Југословени | –           | 1 (0,943%)    | 1 (0,730%)    | –             |
| Остали      | –           | –             | 2 (1,460%)    | –             |

1. 1 На пописима од 1971. до 1991. Бошњаци су пописивани углавном као Муслимани.